# (1740) Paavo Nurmi
(1740) Paavo Nurmi est un astéroïde de la ceinture principale.

## Description
(1740) Paavo Nurmi est un astéroïde de la ceinture principale. Il fut découvert le 18 octobre 1939 à Turku par Yrjö Väisälä. Il présente une orbite caractérisée par un demi-grand axe de 2,47 UA, une excentricité de 0,19 et une inclinaison de 2,0° par rapport à l'écliptique.

## Nom
L'astéroïde a été nommé en mémoire de Paavo Nurmi, originaire de Turku, célèbre coureur de fond finlandais qui a remporté sept médailles d’or et trois d’argent aux Jeux olympiques et a battu 15 records du monde.

## Compléments